# 212년

## 연호
- 후한(後漢) 건안(建安) 17년

## 기년
- 후한(後漢) 헌제(獻帝) 24년
- 신라(新羅) 내해 이사금(奈解泥師今) 17년
- 고구려(高句麗) 산상왕(山上王) 16년
- 백제(百濟) 초고왕(肖古王) 47년

## 사건
- 음력 3월, 가야(加耶)가 신라에 왕자를 보내, 인질로 삼았다.
- 음력 5월, 신라에서 큰 비가 민가를 떠다니게 하고 무너뜨렸다.

## 사망
- 조조의 군사 순욱(荀彧)
- 후한 말의 군사 마등

## 참고 문헌
- 김부식 (1145), 《삼국사기》 〈권2〉 내해 이사금 조(條)